# Malice Vundabar
Malice Vundabar è un'extraterrestre immaginaria pubblicata dalla DC Comics. Comparve per la prima volta in Hawk and Dove vol. 2 n. 21 (febbraio 1991), e fu creata da Karl Kesel, Barbara Kesel e Steve Erwin.

## Biografia del personaggio
Membro delle Furie Femminili junior, Malice è una ragazza matta che controlla un demone ombra chiamato Chessure. Nipote di Virman Vundabar, Malice e le altre Furie junior giocarono a chi riusciva a uccidere più umani sulla Terra. Durante uno di questi giochi, si imbatterono nei supereroi Falco e Colomba. Malice vinse il gioco uccidendo un atleta di lotta di un college vestito da supereroe.Partecipò a numerose missioni e fu nota per la sua personalità capricciosa tuttavia cinica, molto spesso finge di essere una povera ragazza indifesa, e subito dopo chiama Chessure per attaccare. Si presume che suo fratello maggiore abusò di lei fisicamente finché non divenne un membro delle Furie.

## Altre versioni
- Malice Vundabar comparve in Sovereign Seven, che non viene considerato parte della continuità dell'Universo DC. Comparve anche in Superman & Savage Dragon: Metropolis, dove le Furie di unirono ai criminali della galleria dei nemici di Savage Dragon.

## Curiosità
- L'aspetto di Malice e il suo nome sono ispirati da Alice di Le avventure di Alice nel Paese delle Meraviglie. Il suo mostro ombra di nome "Chessure" è basato sullo Stregatto (in inglese Chesire Cat).